# Mareng
Mareng (nep. मरेङ) – gaun wikas samiti w zachodniej części Nepalu w strefie Lumbini w dystrykcie Arghakhanchi. Według nepalskiego spisu powszechnego z 2011 roku liczył on 966 gospodarstw domowych i 3923 mieszkańców (2313 kobiet i 1610 mężczyzn).